# Ezechiel Spanheim
Ezechiel Spanheim (ur. 7 grudnia 1629 w Genewie, zm. 7 listopada 1710 w Londynie) był pruskim dyplomatą.
Urodził się w 1629 roku jako mieszczanin Ezechiel Spanheim.
Dwukrotnie (1680-1689 i 1698-1701) brandenburski poseł w Paryżu.
W latach 1701–1710 (do śmierci) pełnił funkcję szefa misji dyplomatycznej Brandenburgii-Prus do Londynu. Spanheim był pierwszym ambasadorem Królestwa Prus w Anglii, jego bowiem poprzednik David Ancillon pełnił swe funkcje jeszcze w imieniu Brandenburgii (Królestwo Prus powstało w 1701 roku).
Był uczonym i teologiem kalwińskim i nauczycielem Karola Ludwika, księcia-elektora Palatynatu, szwagra córki króla Anglii Jakuba I, Elizabeth (zwana the „Winter Queen”). Władca Palatynatu wysyłał go w liczne misje dyplomatyczne, lecz po roku 1680 Spanheim służył już Brandenburczykom.
Gdy korowód 38 karet poselstwa do pruskiego pojawiło się w 1701 roku w Londynie, tłum powitał ich entuzjastycznymi okrzykami: „Welcome, Prussians, you are good Englishmen” („Witajcie Prusacy, dobrzy z was Anglicy”). Było to ze strony ulicy londyńskiej dowód najwyższej sympatii do Prus jako sojusznika w wojnie przeciw Ludwikowi XIV.
Spanheim spędził w Londynie 9 lat i nabrał takiego doświadczenia, ze inni dyplomaci często pytali go o radę. Nadal prowadził pracę naukową; korespondował z Londynu z Pufendorfem i Leibnizem.
Udało mu się przekonać skąpego Fryderyka I by nie obniżał mu rangi dyplomatycznej z ambasadora nadzwyczajnego (ambassadeur extraordinaire) do zwyczajnego (ambassadeur ordinaire), co wiązałoby się z uszczupleniem jego pensji w wysokości 6000 talarów. Pod koniec misji uczyniony baronem Spanheim.
Zmarł w Londynie, został pochowany obok żony w Westminster Abbey.